# Cemal Gürsel
Cemal Gürsel (n. 13 de octubre de 1895 en Hınıs, Imperio otomano - 14 de septiembre de 1966 en Ankara, Turquía) fue un político y militar turco.
Ocupó el cargo de oficial de las fuerzas armadas de Turquía, primer ministro de Turquía y el de cuarto presidente de Turquía (desde el 27 de mayo de 1960 hasta el 28 de marzo de 1966). Estuvo casado con Melahat Gürsel.